# 晶体拓扑结构

钻石的晶胞，黑色的球表示碳原子，黑色的棒表示共价键

拓扑结构或拓扑网是晶体学上的一个概念，它是将晶体中的节点以拓扑形式的简化。它在沸石材料、金属有机框架材料等晶体工程领域有着重要应用。
不同类别的拓扑结构有不同的符号表示，如钻石结构用dia表示，面心立方结构用fcu表示。完整的表格可以在PCSR数据库中查看。